# Five Came Back (film)

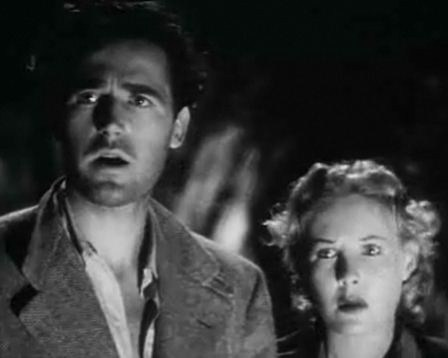
Patric Knowles en Wendy Barrie in de trailer van Five Came Back

Five Came Back is een Amerikaanse avonturenfilm uit 1939 onder regie van John Farrow. Destijds werd de film in Nederland uitgebracht onder de titel Vijf kwamen terug.

## Verhaal
Twaalf passagiers stappen aan boord van een vliegtuig met bestemming Zuid-Amerika. Wanneer het vliegtuig in een orkaan belandt, is het toestel genoodzaakt om een noodlanding te maken. De passagiers komen in een oerwoud vol kannibalen en gevaarlijke beesten terecht. Als het vliegtuig gerepareerd is, kunnen slechts vijf van de twaalf passagiers weer mee aan boord.

## Rolverdeling
| Acteur           | Personage          |
| ---------------- | ------------------ |
| Chester Morris   | Bill               |
| Lucille Ball     | Peggy Nolan        |
| Wendy Barrie     | Alice Melbourne    |
| John Carradine   | Mijnheer Crimp     |
| Allen Jenkins    | Pete               |
| Joseph Calleia   | Vasquez            |
| C. Aubrey Smith  | Professor Spengler |
| Kent Taylor      | Joe Brooks         |
| Patric Knowles   | Rechter Ellis      |
| Elisabeth Risdon | Martha Spengler    |
| Casey Johnson    | Tommy Mulvaney     |